# فیلم‌شناسی بندیکت کامبربچ

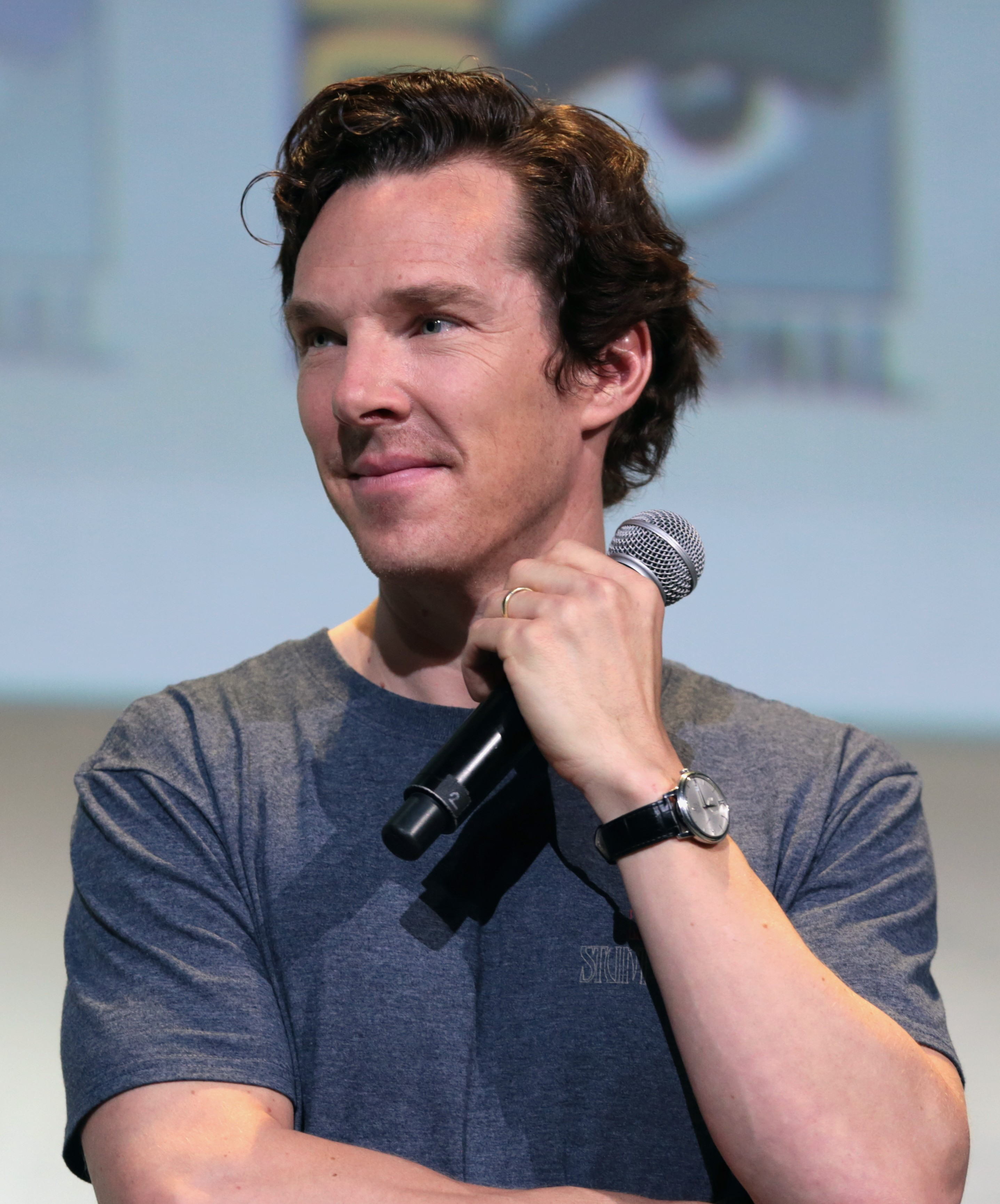
بندیکت کامبربچ

بازیگر انگلیسی، بندیکت کامبربچ در بسیاری از فیلم‌ها، نمایش‌های تلویزیونی، تولیدات تئاتر، برنامه‌های مختلف رادیویی، روایت‌ها و بازی‌های ویدئویی حضور داشته‌است. او از سال ۲۰۱۰ تا ۲۰۱۷ در نقش شرلوک هولمز در مجموعۀ شرلوک حضور داشته‌است. او در فیلم تاوان (۲۰۰۷) و بندزن خیاط سرباز جاسوس (۲۰۱۱) ظاهر شد و  در فیلم پیشتازان فضا به‌سوی تاریکی (۲۰۱۳)، ۱۲ سال بردگی (۲۰۱۳)، دسته پنجم در نقش جولین آسانژ (۲۰۱۳) و بازی تقلید در نقش آلن تورینگ (۲۰۱۴) به ایفای نقش پرداخته است. از طریق ضبط صدا و حرکت، او شخصیت‌های اسماگ و سائورون در سری فیلم هابیت را بازی کرد. او از سال ۲۰۱۶ نقش دکتر استرنج را در فیلم های دنیای سینمایی مارول ایفا می کند که با دکتر استرنج (۲۰۱۶) آغاز شد.
کامبربچ جوایز و نامزدی‌های متعدد را برای بازیگری از جمله یک جایزه لارنس الیویه دریافت کرده‌است او همچنین یک جایزه امی ساعات پربیننده را دریافت کرده‌است. نقش‌آفرینی او در  بازی تقلید و  قدرت سگ (۲۰۲۱) برایش نامزدی جایزه اسکار بهترین بازیگر نقش اول مرد را به همراه داشت.

## فیلم‌ها
| سال  | فیلم                            | نقش                          | پانویس                  | منبع          |
| ---- | ------------------------------- | ---------------------------- | ----------------------- | ------------- |
| ۲۰۰۲ | تپه‌ها مانند فیلهای سفید         | مرد                          | فیلم کوتاه              | [ ۱ ]         |
| ۲۰۰۳ | برای کشتن یک پادشاه             | سلطنتی                       |                         | [ ۲ ]         |
| ۲۰۰۶ | شروع کننده برای ۱۰              | پاتریک واتس                  |                         | [ ۱ ]         |
| ۲۰۰۶ | لطف حیرت‌آور                     | ویلیام پیت                   |                         | [ ۳ ]         |
| ۲۰۰۷ | جدایی ناپذیر                    | جو                           | فیلم کوتاه              | [ ۴ ]         |
| ۲۰۰۷ | تاوان                           | پل مارشال                    |                         | [ ۱ ]         |
| ۲۰۰۸ | دختر دیگر بولین                 | ویلیام کری                   |                         | [ ۱ ]         |
| ۲۰۰۹ | آفرینش                          | جوزف دالتون هوکر             |                         | [ ۳ ]         |
| ۲۰۰۹ | افسانه‌های مضحک                  | هنری کلرک                    |                         | [ ۵ ]         |
| ۲۰۱۰ | چهار شیر                        | مذاکره کننده                 |                         | [ ۶ ]         |
| ۲۰۱۰ | سومین ستاره                     | جیمز                         |                         | [ ۷ ]         |
| ۲۰۱۰ | افشاگر                          | نیک کافمن                    |                         | [ ۸ ]         |
| ۲۰۱۱ | بندزن خیاط سرباز جاسوس          | پیتر گیلام                   |                         | [ ۹ ]         |
| ۲۰۱۱ | اسب جنگی                        | جیمی استوارت                 |                         | [ ۱۰ ]        |
| ۲۰۱۱ | مخرب                            | دیوید                        |                         | [ ۱۱ ]        |
| ۲۰۱۲ | هابیت: یک سفر غیرمنتظره         | اسماگ / سائورون              | ضبط حرکت و صداپیشه      | [ ۱۲ ]        |
| ۲۰۱۲ | دوست‌دختر در کما                 | دانته آلیگیری (صدا)          | مستند                   | [ ۱۳ ]        |
| ۲۰۱۳ | پیشتازان فضا به‌سوی تاریکی       | خان نونین سینگ               |                         | [ ۱۴ ]        |
| ۲۰۱۳ | فواید کم                        | والاس                        | فیلم کوتاه              | [ ۱۵ ]        |
| ۲۰۱۳ | ۱۲ سال بردگی                    | ویلیام پرنس فورد             |                         | [ ۱۶ ]        |
| ۲۰۱۳ | دسته پنجم                       | جولین آسانژ                  |                         | [ ۱۷ ]        |
| ۲۰۱۳ | هابیت: برهوت اسماگ              | اسماگ / سائورون              |                         | [ ۱۸ ]        |
| ۲۰۱۳ | آگوست: اوسیج کانتی              | چارلز آیکن                   |                         | [ ۱۹ ] [ ۲۰ ] |
| ۲۰۱۴ | بازی تقلید                      | آلن تورینگ                   |                         | [ ۲۱ ]        |
| ۲۰۱۴ | پنگوئن‌های ماداگاسکار            | رمزی                         | صدا                     | [ ۲۲ ]        |
| ۲۰۱۴ | هابیت: نبرد پنج سپاه            | اسماگ / سائورون              |                         | [ ۲۳ ]        |
| ۲۰۱۵ | عشاء ربانی سیاه                 | ویلیام "بیلی" بلگر           |                         | [ ۲۴ ]        |
| ۲۰۱۶ | زولندر ۲                        | آل                           |                         | [ ۲۵ ]        |
| ۲۰۱۶ | دکتر استرنج                     | دکتر استیون استرنج / دورمامو |                         | [ ۲۶ ] [ ۲۷ ] |
| ۲۰۱۷ | جنگ جریان                       | توماس ادیسون                 | مستند                   | [ ۲۸ ]        |
| ۲۰۱۷ | ثور: رگناروک                    | دکتر استیون استرنج           |                         | [ ۲۹ ]        |
| ۲۰۱۸ | انتقام‌جویان: جنگ ابدیت          | دکتر استیون استرنج           |                         | [ ۳۰ ]        |
| ۲۰۱۸ | گرینچ                           | گرینچ                        | صداپیشه                 | [ ۳۱ ]        |
| ۲۰۱۸ | روزهای گرم زمستان               | گرینچ                        | صداپیشه؛ فیلم کوتاه     |               |
| ۲۰۱۸ | موگلی: افسانه جنگل              | شیرخان                       | ضبط حرکت و صداپیشه      | [ ۳۲ ]        |
| ۲۰۱۹ | انتقام‌جویان: پایان بازی         | دکتر استیون استرنج           |                         | [ ۳۳ ]        |
| ۲۰۱۹ | بین دو سرخس: فیلم               | خودش                         |                         | [ ۳۴ ]        |
| ۲۰۱۹ | ۱۹۱۷                            | سرهنگ مکنزی                  |                         | [ ۳۵ ]        |
| ۲۰۲۰ | پیک                             | گرویل وین                    | همچنین تهیه‌کننده اجرایی | [ ۳۶ ]        |
| ۲۰۲۱ | موریتانی                        | استوارت کاچ                  | همچنین تهیه‌کننده        | [ ۳۷ ]        |
| ۲۰۲۱ | قدرت سگ                         | فیل بربنک                    |                         | [ ۳۸ ]        |
| ۲۰۲۱ | زندگی الکتریکی لوئیس وین        | لوئیس وین                    | همچنین تهیه‌کننده اجرایی | [ ۳۹ ]        |
| ۲۰۲۱ | مرد عنکبوتی: راهی به خانه نیست  | دکتر استیون استرنج           |                         | [ ۴۰ ]        |
| ۲۰۲۲ | دکتر استرنج در چندجهانی دیوانگی | دکتر استیون استرنج           |                         | [ ۴۱ ]        |
| ۲۰۲۳ | داستان شگفت‌انگیز هنری شوگر      | هنری شوگر / مکس انگلمن       | فیلم کوتاه              | [ ۴۲ ]        |
| ۲۰۲۳ | پایانی که از آن شروع می کنیم    | ای‌بی                         | همچنین تهیه‌کننده اجرایی | [ ۴۳ ]        |
| ۲۰۲۳ | زهر                             | هری                          | فیلم کوتاه              | [ ۴۴ ]        |
| ۲۰۲۳ | کتاب کلارنس                     | بنیامین                      |                         | [ ۴۵ ]        |
| ۲۰۲۴ | طرح فنیقی                       |                              | پس تولید                |               |

| به آثاری اشاره دارد که در حال حاضر منتشر نشده‌اند | به آثاری اشاره دارد که در حال حاضر منتشر نشده‌اند |

## تلویزیون
| سال         | عنوان                   | نقش                                   | یادداشت                                   | منبع   |
| ----------- | ----------------------- | ------------------------------------- | ----------------------------------------- | ------ |
| ۱۹۹۸        | تپش قلب                 | چالز                                  | اپیزود۱                                   | [ ۴۶ ] |
| ۲۰۰۰        | تپش قلب                 | پارتی گست                             | اپیزود۱                                   | [ ۴۶ ] |
| ۲۰۰۲        | اوج مخملی               | فردی                                  | اپیزود #۱٫۱                               | [ ۹ ]  |
| ۲۰۰۲        | شاهد خاموش              | وارن رید                              | اپیزود۱، پارت دوم                         | [ ۴۷ ] |
| ۲۰۰۳        | جاسوس کمبریج            | ادوارد هند                            | اپیزود #۱٫۲                               | [ ۴۸ ] |
| ۲۰۰۳        | مأموران مخفی            | جم نورت                               | اپیزود #۱٫۲                               | [ ۴۹ ] |
| ۲۰۰۳        | Fortysomething          | روری سلیپپری                          | اپیزود۶                                   | [ ۲ ]  |
| ۲۰۰۴        | دانکرک                  | لت. جیمی لانگلی                       | مستند                                     | [ ۲ ]  |
| ۲۰۰۴        | تپش قلب                 | توبی فیشر                             | اپیزود ۱                                  | [ ۴۶ ] |
| ۲۰۰۴        | هاوکینگ                 | استیون هاوکینگ                        | فیلم تلویزیونی                            | [ ۵۰ ] |
| ۲۰۰۵        | ناتان جو                | رابین                                 | اپیزود۲                                   | [ ۴۷ ] |
| ۲۰۰۵        | برای پایان دادن به زمین | ادموند تالبوت                         | اپیزود۳                                   | [ ۵۱ ] |
| ۲۰۰۵        | اخبار شکسته             | ویل پارکر                             | اپیزود۳                                   | [ ۵۲ ] |
| ۲۰۰۷        | استوارت: زندگی به عقب   | الکساندر مستارس                       | فیلم تلویزیونی                            | [ ۵۳ ] |
| ۲۰۰۸        | آخرین دشمن              | استیفن آزارد                          | ۵ اپیزود                                  | [ ۵۴ ] |
| ۲۰۰۹        | جزیره کوچک              | برنارد                                | فیلم تلویزیونی                            | [ ۵۵ ] |
| ۲۰۰۹        | مارپل: قتل آسان است     | لوک فیتزویلیم                         | فیلم تلویزیونی                            | [ ۱ ]  |
| ۲۰۱۰        | ون گوگ: نقاشی با کلمات  | ونسان ون گوگ                          | فیلم تلویزیونی                            | [ ۵۶ ] |
| ۲۰۱۰        | معما راتتیگان           | ارائه کننده                           | مستند                                     | [ ۵۷ ] |
| ۲۰۱۰ – ۲۰۱۷ | شرلوک                   | شرلوک هلمز                            | ۱۳اپیزود                                  | [ ۵۸ ] |
| ۲۰۱۲        | پایان رژه               | کریستوفر تییتزن                       | ۵اپیزود                                   | [ ۵۹ ] |
| ۲۰۱۳        | سیمپسون‌ها               | نخست‌وزیر بریتانیا / سوروس اسنیپ (صدا) | اپیزود: "عشق یک چیز بسیار تکه تکه شده‌است" | [ ۶۰ ] |
| ۲۰۱۴        | گزارش کلبر              | اسماگ (صدا)                           | اپیزود#۱٬۴۴۳                              | [ ۶۱ ] |
| ۲۰۱۶        | تاج توخالی              | ریچارد سوم                            | ۲اپیزود                                   | [ ۶۲ ] |
| ۲۰۱۶        | پخش زنده شنبه شب        | خودش                                  | اپیزود: "بندیکت کامبربچ/سولانج نولز"      | [ ۶۳ ] |
| ۲۰۱۷        | کودک در زمان            | استفان لوئیس                          | فیلم تلویزیونی                            | [ ۶۴ ] |
| ۲۰۱۸        | پاتریک ملروز            | پاتریک ملروز                          | ۵اپیزود؛ همچنین تولیدکننده اجرایی         | [ ۶۵ ] |
| ۲۰۱۹        | برگزیت                  | دومینیک کامینگز                       |                                           | [ ۶۶ ] |
| ۲۰۱۹        | فال نیک                 |                                       |                                           |        |
| ۲۰۲۱        | چه می‌شود اگر...؟        |                                       |                                           |        |
| ۲۰۲۲        | پخش زنده شنبه شب        | خودش                                  |                                           |        |
| ۲۰۲۴        | اریک                    | وینسنت اندرسن                         |                                           |        |

## تئاتر

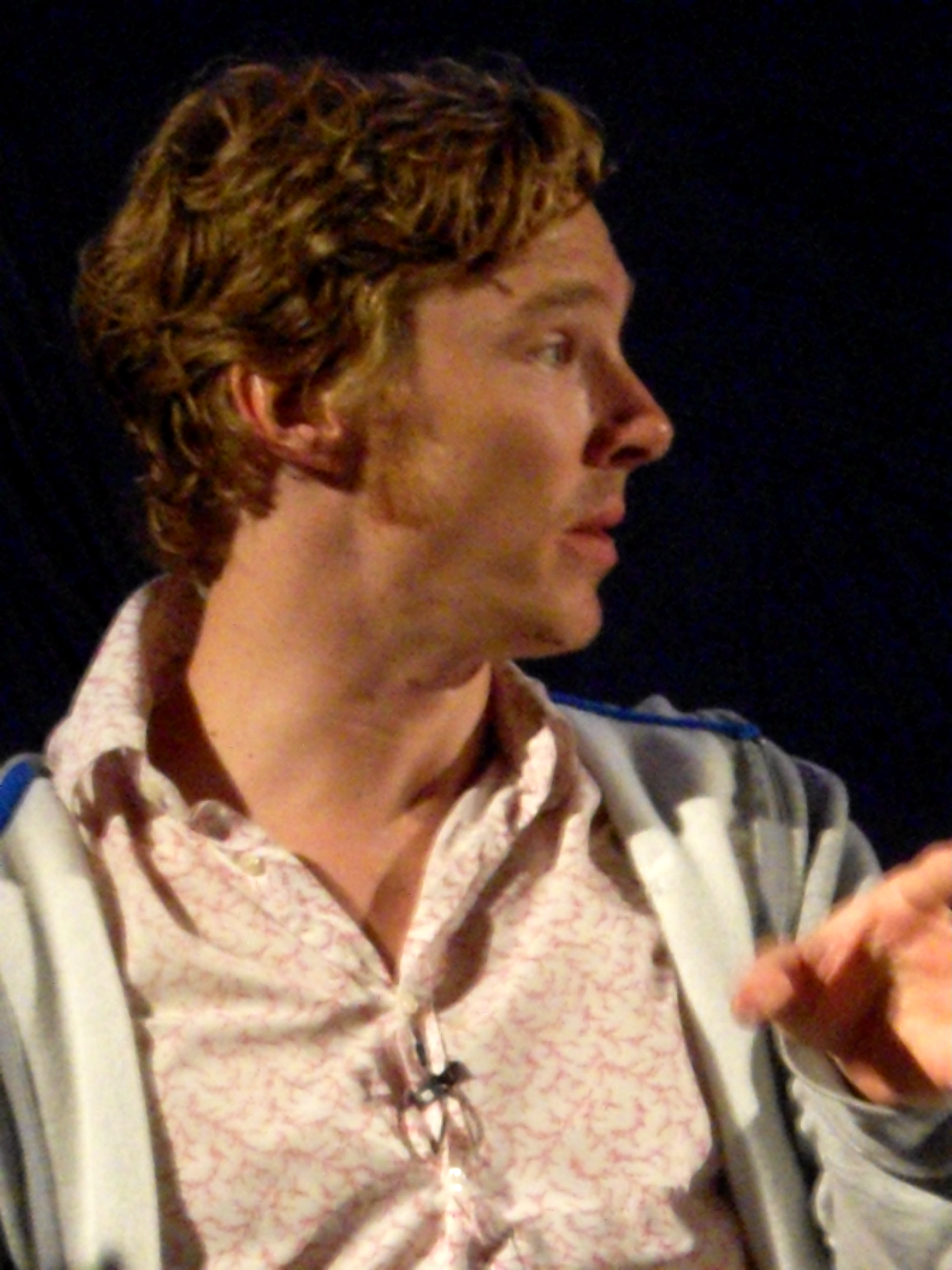
کامبربچ در حال اجرای تئاتر فرانکنشتاین در تئاتر ملی سلطنتی

| سال        | تئاتر                     | نقش                                | Location                                        | منبع   |
| ---------- | ------------------------- | ---------------------------------- | ----------------------------------------------- | ------ |
| ۱۹۹۸       | موش در جمجمه              | روشه                               | فستیوال جشنواره ادینبورگ                        | [ ۶۷ ] |
| ۱۹۹۹       | داستان باغ وحش            | جری                                | فستیوال جشنواره ادینبورگ                        | [ ۶۸ ] |
| ۱۹۹۹, ۲۰۰۲ | The Kvetch                | گرگ                                | تئاتر دلا کنتراددیزیونه                         | [ ۶۹ ] |
| ۲۰۰۰       | ویتسک                     | ناشناس                             | استودیوی دیدسبوری                               |        |
| ۲۰۰۱       | ملاقات با بانوی سالخورده  | آنتون شیل                          | جشنواره فندینگ ادینبورگ تئاتر دلا کنتراددیزیونه |        |
| ۲۰۰۱       | درد بیهوده عشق            | فردیناند                           | Open Air Theatre                                | [ ۲ ]  |
| ۲۰۰۱       | A Midsummer Night's Dream | Demetrius                          | Open Air Theatre                                | [ ۲ ]  |
| 2002       | As You Like It            | Orlando                            | Open Air Theatre                                | [ ۲ ]  |
| 2002       | Romeo and Juliet          | Benvolio                           | Open Air Theatre                                | [ ۲ ]  |
| 2002       | Oh, What a Lovely War!    | Unknown                            | Open Air Theatre                                | [ ۲ ]  |
| 2004       | Dead Hand                 | Unknown                            | The Old Vic                                     | [ ۲ ]  |
| 2004       | The Lady from the Sea     | Lyngstrand                         | Almeida Theatre                                 | [ ۲ ]  |
| 2005       | Hedda Gabler              | George Tesman                      | Almeida Theatre Duke of York's Theatre          | [ ۹ ]  |
| 2006       | Period of Adjustment      | George                             | Almeida Theatre                                 | [ ۷۰ ] |
| 2007       | Rhinoceros                | Bérenger                           | Royal Court Theatre                             | [ ۷۱ ] |
| 2007       | The Arsonists             | Eisenring                          | Royal Court Theatre                             | [ ۷۱ ] |
| 2008       | The City                  | Chris                              | Royal Court Theatre                             | [ ۷۲ ] |
| 2010       | After the Dance           | David Scott-Fowler                 | Royal National Theatre                          | [ ۷۳ ] |
| 2010       | The Children's Monologues | Reader                             | The Old Vic                                     | [ ۷۴ ] |
| 2011       | Frankenstein              | The Creature / Victor Frankenstein | Royal National Theatre                          | [ ۹ ]  |
| 2013       | 50 Years on Stage         | Himself / Rosencrantz              | Royal National Theatre                          | [ ۷۵ ] |
| 2013       | Letters Live              | Reader                             | The Tabernacle                                  | [ ۷۶ ] |
| 2014       | Letters Live              | Reader                             | Hay Festival                                    | [ ۷۷ ] |
| 2015       | Letters Live              | Reader                             | Freemasons' Hall                                | [ ۷۸ ] |
| 2015       | Hamlet                    | Hamlet                             | Barbican Theatre                                | [ ۷۹ ] |
| 2018       | Letters Live              | Reader                             | The Town Hall                                   | [ ۸۰ ] |